# Joaquín Quiñones
Joaquín Quiñones Madera nació en Cádiz el 24 de mayo de 1951. Destaca su gran aportación al Carnaval de Cádiz. Su primera agrupación data del año 1971 (Los Cenacheros). Durante su carrera, ha obtenido cinco primeros premios en el concurso oficial de agrupaciones que se celebra en el Gran Teatro Falla: en 1982 Dioses del Olimpo, en 1992 Suspiros de Cai, en 1995 Los Charrúas, en 2004 La Cárcel Vieja y en 2006 La caldera.
Para 2008 Joaquín Quiñones preparó una nueva comparsa bajo el nombre de "El mercado de las maravillas".
En 2009 se vuelve a presentar con el nombre de "La pensadora gaditana"
En el Carnaval de 2010 aparece con la comparsa "La caja de Pandora", metáfora de los males que acucian a la ciudad de Cádiz, donde lo único que queda es la esperanza en un futuro mejor. Cabe mencionar, el pasodoble que el autor se dedica a sí mismo en el que explica la autocensura a la que se ha visto sometido ante las críticas carnavaleras por las numerosas letras que ha dedicado a temas trágicos. Termina la letra con la mordaza que tiene que vivir en Cádiz, en la cuna de la libertad.
Tras la participación en el año 2013, con Los peleles del XXI, decidió retirarse del mundo del carnaval dejando su grupo en manos de su amigo José Luis Bustelo Sánchez, que en el año 2014 presentó sobre las tablas del teatro Falla la comparsa Los cuenteretes.
Pregonero del Carnaval de Cádiz del año 2023.

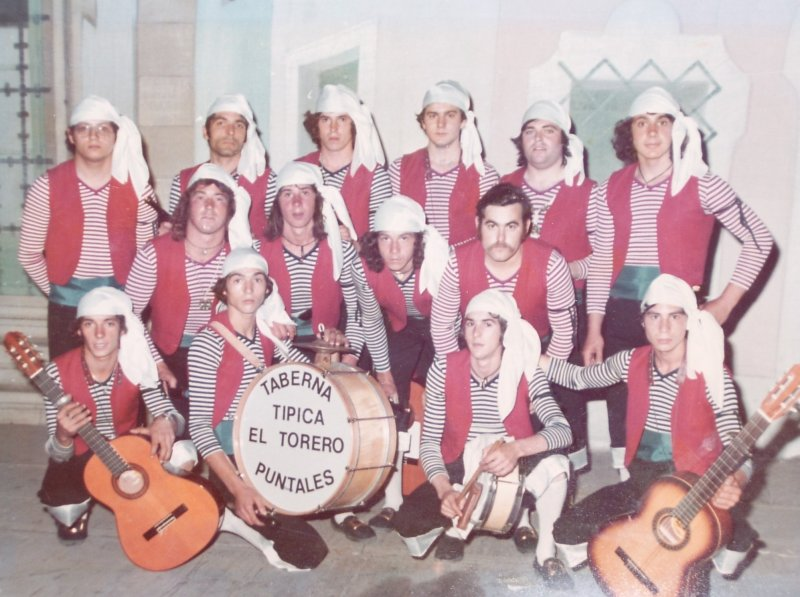
Componentes Los Vigías 1976

## Trayectoria carnavalesca
| Año  | Agrupación                   | Puesto        |
| ---- | ---------------------------- | ------------- |
| 1971 | Los cenacheros               | SF provincial |
| 1976 | Los vigías                   | Accésit       |
| 1980 | Los guanches                 | 3             |
| 1981 | Gallos de pelea              | SF            |
| 1982 | Dioses del Olimpo            | 1             |
| 1983 | Robots                       | 2             |
| 1984 | Barrilete                    | SF            |
| 1985 | Hombres azules               | SF            |
| 1986 | Orfebres                     | SF            |
| 1987 | Clásicos de la música        | SF            |
| 1989 | La fábrica tabaco            | 4             |
| 1990 | Mississipi club              | 4             |
| 1991 | Anónimo gaditano             | 3             |
| 1992 | Suspiros de Cai              | 1             |
| 1993 | Pulchinela                   | SF            |
| 1994 | Noches de Falla              | 4             |
| 1995 | Los charrúas                 | 1             |
| 1996 | Legado andalusí              | SF            |
| 1997 | Dando leña                   | 4             |
| 1998 | El baratillo                 | 4             |
| 1999 | El circo                     | 2             |
| 2000 | La batucada                  | SF            |
| 2001 | Los mercenarios              | 4             |
| 2002 | En propia mano               | SF            |
| 2003 | Los vikingos                 | 2             |
| 2004 | La cárcel vieja              | 1             |
| 2005 | La Atlántida                 | 3             |
| 2006 | La caldera                   | 1             |
| 2007 | La playa de los secretos     | 2             |
| 2008 | El mercado de las maravillas | SF            |
| 2009 | La pensadora gaditana        | 2             |
| 2010 | La caja de Pandora           | SF            |
| 2011 | La Corona                    | SF            |
| 2012 | El chaparrón                 | 2Acc          |
| 2013 | Los peleles del XXI          | SF            |

2Acc = 2ºAccésit, SF = Semifinalista

#### PalmarésCOAC
- Primeros Premios (5): 1982, 1992, 1995, 2004, 2006.
- Segundos Premios (5): 1983, 1999, 2003, 2007, 2009.
- Terceros Premios (3): 1980, 1991, 2005.
- Cuartos Premios (6): 1989, 1990, 1994, 1997, 1998, 2001.
- Quintos Premios (1): 2012.

#### Otros premios
- Antifaz de Oro: 2004